# Nadezjda Sidelnik
Nadezjda Nikolajevna Morozova (Cyrillisch: Надежда Николаевна Морозова), geboren als Nadezjda Nikolajevna Sidelnik (Russisch: Надежда Николаевна Сидельник), (Astana, 22 september 1998) is een Kazachs langebaanschaatsster.
In 2020 nam Morozova deel aan de Viercontinentenkampioenschappen in Milwaukee, Verenigde Staten. Op de WK afstanden, twee weken later, verbeterde zij op de 5000 meter het bijna negentien jaar oude nationale record van Ljoedmila Prokasjeva. Tijdens de wereldbekerwedstrijden op 14 november 2021 in Tomaszów Mazowiecki behaalde ze op de 1500 meter brons, wat sinds 1995 de eerste Kazachse wereldbekermedaille was op deze afstand toen Ljoedmila Prokasjeva haar dat seizoen lukte.

## Persoonlijk
Morozova is gehuwd met de Kazachse langebaanschaatser Dmitri Morozov.

## Persoonlijke records[3]
| Afstand    | Tijd    | Datum            | Baan           |
| ---------- | ------- | ---------------- | -------------- |
| 500 meter  | 38,32   | 29 november 2024 | Peking         |
| 1000 meter | 1.14,92 | 11 december 2021 | Calgary        |
| 1500 meter | 1.52,41 | 5 december 2021  | Salt Lake City |
| 3000 meter | 3.59,64 | 3 december 2021  | Salt Lake City |
| 5000 meter | 7.07,19 | 15 februari 2020 | Salt Lake City |

## Resultaten
| Jaar | WK Allround             | WK Afstanden                  | Olympische Spelen                            |
| ---- | ----------------------- | ----------------------------- | -------------------------------------------- |
| 2020 | NC18 (14e, 12e, 22e, -) | 23e 1500m 12e 5000m           |                                              |
| 2021 |                         | 10e 1500m 11e 3000m 11e 5000m |                                              |
| 2022 | NC9 · (, 12e, 10e, -)   |                               | 11e 1000m 14e 1500m 13e 3000m 14e massastart |
| 2023 |                         | 16e 3000m 4e teamsprint       |                                              |
|      |                         |                               |                                              |
| 2025 |                         | 24e 1000m 4e teamsprint       |                                              |

(#, #, #, #) = afstandspositie op allroundtoernooi (500m, 3000m, 1500m, 5000m).